# Maria Rudbeck
Maria Magdalena Rudbeck, född 3 september 1866 i Stockholm, död 8 maj 1955 på Sankt Lars sjukhus i Lund, var en svensk skolledare.
Rudbeck, vars föräldrar var okända, växte upp som fosterdotter till änkefriherrinnan Magdalena "Malla" Rudbeck. Hon utbildade sig på Lyceum för flickor och Högre lärarinneseminariet i Stockholm "med synnerligen vackra betyg", varefter hon under sex år tjänstgjorde i svenska flickskolor och under flera år vistades i utlandet. Hon var bland annat anställd som guvernant för två flickor i en familj von Dardel i Niederösterreich, där fadern i familjen uppges ha försökt våldta henne 1897. Samma år kom hon till Söderhamn, där hon blev föreståndare för elementarläroverket för flickor och undervisade i franska och tyska.
I januari 1901 beviljades Rudbeck tjänstledighet på grund av sjuklighet. Hon uppgavs vara "deprimerad, orolig, gjort sjelfmordsförsök" och placerades först på ett sjukhem. Efter att ha fått diagnosen schizofreni intogs hon 1902 som förstaklasspatient på Lunds hospital efter ansökan av friherrinnan Rudbeck. I oktober samma år såldes hennes lösöre på offentlig auktion i Söderhamn. Därefter följde 53 års vistelse på sinnessjukhuset i Lund, varunder hon uppges ha tagit emot besök tre gånger, innan hon avled.
Maria Magdalena Rudbeck uppgav själv under sin sjukdomstid att hon var dotter till Karl XV. Hon är begravd på Norra kyrkogården i Lund.